# Hans Pöhlmann
Hans Pöhlmann (* 9. November 1886 in Schwerin; † 4. März 1940 in Greifswald) war ein deutscher Lehrer und Politiker.

## Leben
Pöhlmann besuchte das Schweriner Fridericianum und studierte anschließend Geschichte und Klassische Philologie in Berlin und Rostock. Ab 1909 war er Lehrer an der Großherzoglichen Domschule in Güstrow und bestand dort 1910 die Staatsprüfung. Er unterrichtete anschließend zwei Jahre an der Großen Stadtschule in Wismar und am Gymnasium in Neubrandenburg. Dort unterrichtete er bis mindestens 1937 Latein, Griechisch und Geschichte. 1919 war er Abgeordneter der DDP in der Verfassunggebenden Versammlung von Mecklenburg-Strelitz.